# Zoe Karbonopsina

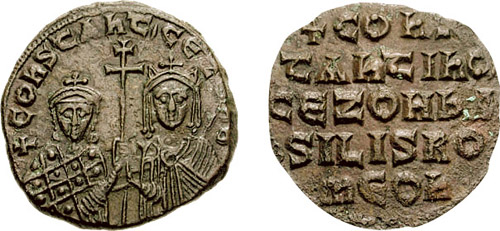
Zoe und ihr Sohn Konstantin VII.

Zoe Karbonopsina (mittelgriechisch Ζωή Καρβωνοψίνα; † nach 919), deren Beiname (auch Karvounopsina) „die Kohlenäugige“ bedeutet, war die vierte Ehefrau des byzantinischen Kaisers Leo VI. und die Mutter seines Sohnes Konstantin VII.

## Leben
Zoe Karbonopsina war eine Verwandte von Theophanes und eine Nichte von Admiral Himerios. Sie wurde um das Jahr 903 die Geliebte Leos VI. und brachte Ende 905 im Purpurgemach des Großen Palastes den späteren Kaiser Konstantin VII. Porphyrogennetos zur Welt. Leo heiratete seine Mätresse am 9. Januar 906. Dies war jedoch die vierte Ehe von Leo VI. und verstieß daher  gegen die Beschlüsse der Trullanischen Synode. Dennoch konnte die Ehe mit Hilfe eines kooperierenden Priesters namens Thomas gegen das Verbot des Patriarchen Nikolaus Mystikos geschlossen werden.
Leo starb bereits 912. Nachdem im Jahr darauf auch sein Bruder und Mitregent Alexander gestorben war, gelangte der bereits 908 zum Nachfolger designierte Konstantin auf den Thron. Im Jahre 914 übernahm Zoe vom Patriarchen Nikolaos I. Mystikos die Regierungsgewalt für ihren minderjährigen Sohn und entmachtete auch dessen noch von Alexander bestimmten Vormund Basilitzes. Umgehend kündigte sie die Verträge mit den Bulgaren; 917 schickte sie Botschafter zu den Petschenegen, um mit deren Hilfe die Bulgaren angreifen zu können. Um das Jahr 920 wurde Zoe von Konstantins Schwiegervater Romanos I. Lakapenos gestürzt und ins Kloster geschickt.